# Мостовица (Ярославская область)
Мостовица — деревня на территории Николо-Кормской сельской администрации Покровского сельского поселения Рыбинского района Ярославской области.
Деревня расположена на автомобильной дороге Р104 на участке Углич-Рыбинск, между селом Никольское и деревней Соколово. Деревня, как и дорога, ориентирована с юго-запада на северо-восток, она имеет несколько улиц и расположена с северо-западной стороны дороги. На противоположной стороне дороги строительство невозможно из-за проходящего вдоль дороги ручья. Преобладает традиционная застройка, рубленные избы, фасадами на улицу. По почтовым данным в деревне 14 домов.
Деревня Мостовица указана на плане Генерального межевания Рыбинского уезда 1792 года.
Численность постоянного населения на 1 января 2007 года — 9 человек.
Автобус связывает село с Рыбинском, Мышкиным и Угличем.
Администрация сельского поселения в поселке и центр врача общей практики находится в посёлке Искра Октября (по дороге в сторону Рыбинска). В селе Никольском — центр сельской администрации, почтовое отделение, школа, клуб, магазины. Действующая церковь и кладбище в следующем за Никольским селе Николо-Корма.